# Rybí tuk

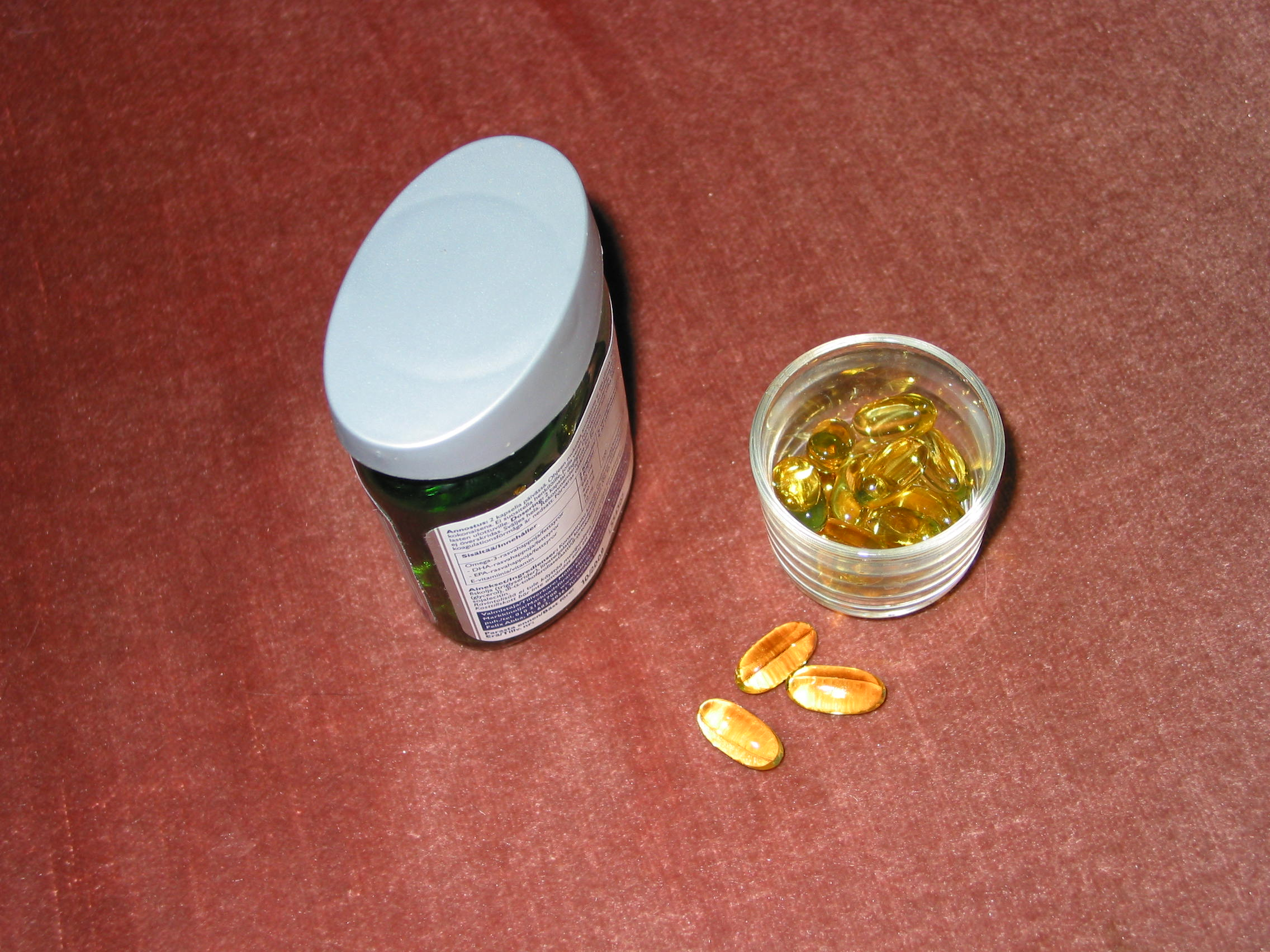
Tobolky s rybím tukem

Rybí tuk je tuk obsažený ve tkáních ryb. Zahrnuje esenciální omega-3 nenasycené mastné kyseliny eikosapentaenovou (EPA) a dokosahexaenovou (DHA). Tyto látky mají účinky na organismus. Dalšími důležitými látkami z hlediska zdraví jsou vitaminy A a D.
Rybí tuk je při pokojové teplotě tekutý. Množství tuku u ryb se mění v průběhu roku, více tuku mají ryby v období teplých měsíců (díky vyššímu příjmu potravy) a starší ryby. Množství tuku bývá nižší také v období tření ryb a reprodukce. Uměle chované ryby mívají oproti volně žijícím druhům více tuku ve svalovině. Obsah ω-3 mastných kyselin (MK) lze (v případě farem) částečně regulovat i složením krmiva. Čím tučnější ryba je, tím má zpravidla vyšší obsah ω-3 MK.
ω-3 MK mohou být snadno poškozeny vlivem vyšších teplot, působením světla a vzduchu. Kvalita rybího tuku se snižuje s narůstající teplotou a dobou skladování. Je proto důležité uchovávat rybí tuk na tmavém chladném místě, bez přítomnosti kyslíku. Doba skladování by měla být omezena na minimum. Poškození ω-3 MK se projeví změnou chutě i vůně. Běžné kulinární úpravy nevedou k přílišným ztrátám MK, ale například smažení při vysokých teplotách vede k jejich narušení, neboť polynenasycené MK jsou velmi náchylné k oxidaci.

## Zdroje rybího tuku
Nejdostupnějším potravinovým zdrojem EPA a DHA jsou tučné ryby, jako je losos, sleď, makrela, ančovička a sardinka. Tuk z těchto ryb má v průměru asi sedmkrát vyšší obsah omega-3 mastných kyselin než omega-6 mastných kyselin. Ostatní tučné ryby, jako například tuňák, obsahují omega-3 v poněkud menším množství. Ačkoliv ryby jsou pro člověka hlavním zdrojem rybího tuku, omega-3 mastné kyseliny ve skutečnosti neprodukují, ale hromadí se v jejich těle po konzumaci planktonu nebo jiných druhů ryb. Zejména tučné dravé ryby, jako žraloci, mečouni, štíhlice, makrely a tuňáci, které jsou v moři na vrcholu potravního řetězce mají v těle vysoký obsah omega-3 mastných kyselin, ale současně se v nich hromadí také toxické látky (například rtuť). Z tohoto důvodu se nedoporučuje nadměrná spotřeba dravých ryb zejména ženám v plodném věku. Podobně problematický z hlediska obsahu škodlivých látek může být rybí tuk z ryb chovaných na pobřežních farmách.

## Mechanismus účinku rybího tuku
Protektivní účinek rybího tuku je přisuzován esenciálním ω-3 MK EPA a DHA, na které je rybí tuk bohatý. Rybí tuk je v podobě EPA a DHA prekurzorem eikosanoidů, což jsou signální molekuly, které působí proti zánětu a ateroskleróze. ω-3 MK mají pozitivní účinky na několik srážecích faktorů, tromboxan A2, leukotrien B4 a prostaglandin PGE2, interleukin 1, tumor nekrotizující faktor, destičkový růstový faktor, triacylglyceroly (TAG), lipoprotein (a) a fibrinogen. Rybí olej inhibuje srážení krevních destiček a funkci monocytů a makrofágů. Naopak zvyšuje tvorbu prostacyklinu (PGI3), leukotrienu B5, interleukinu 2, od endotelu odvozeného relaxačního faktoru či koncentraci HDL cholesterolu.

## Účinky rybího tuku na lidský organismus
ω-3 MK jsou spojovány s řadou pozitivních účinků, většina z nich však nebyla jednoznačně potvrzena. Úřad pro kontrolu potravin a léčiv (FDA) schválil tvrzení, že rybí tuk vede ke snížení TAG. Nejpříznivějších účinků rybího tuku je dosaženo u osob s nejvyššími hladinami TAG. Množství rybího tuku velmi pravděpodobně také ovlivňuje o kolik se hladina TAG sníží. Aby se pozitivní efekt na snížení hladiny TAG projevil, je nutné přijmout okolo 3,4 g ω-3 MK/den (denní dávka schválená FDA).
Dle Evropského úřadu pro bezpečnost potravin (EFSA) pomáhají ω-3 MK udržovat normální hladinu TAG pouze nalačno (při příjmu EPA a DHA v rozmezí 2–4 g/den).
Příjem rybího tuku by mohl být také prevencí v rozvoji KVO, případně snížení rizika úmrtí u osob, které již trpí onemocněním srdce. U osob již užívajících léky na kardiovaskulární systém nemusí zařazení rybího tuku představovat rovnocenný benefit v ochraně kardiovaskulárního systému. Nižší riziko KVO potvrdilo mnoho epidemiologických studií, ne však všechny. Výsledky studií sledujících vliv rybího tuku na aterosklerózu se různí. Dle některých zdrojů snižují riziko aterosklerotických onemocnění.
Vliv rybího tuku na krevní tlak se v rámci studií také liší. Rybí tuk by mohl mít pozitivní vliv na mírné snížení krevního tlaku především u osob s velmi vysokým tlakem. U osob s normálním krevním tlakem není tento efekt pozorován.
ω-3 MK také ovlivňují tvorbu eikosanoidů, konkrétně prostaglandinů (látky podobné hormonům které regulují rozšiřování cév, ovlivňují zánětlivé reakce a další důležité procesy). Mohou mít pozitivní vliv na projevy bolesti, nevolnost a jiné problémy spojené s menstruací. Pomáhají udržovat správné funkce mozku. Mají protizánětlivé účinky.
Rybí tuk by mohl mít také pozitivní dopad na další onemocnění. Výsledky studií v tomto směru však nejsou zatím jednoznačné a dostatečně přesvědčivé pro učinění závěrů. Nezbytný je tak další výzkum na tomto poli. Mezi takováto onemocnění patří:
Poruchy pozornosti u dětí s ADHD, které by mohly být zmírněny užíváním rybího oleje. Některé dřívější studie prokázaly zvýšení pozornosti a mentálních funkcí u dětí školního věku. Množství DHA pro pozitivní efekt by se mělo pohybovat okolo 300 mg Vyšší hladina ω-3 MK by mohla pozitivně působit na CNS a biologické membrány – jejich fluiditu a složení fosfolipidů. Zvýšená koncentrace MK by mohla pozitivně ovlivňovat přenos neurotransmiterů serotoninu a dopaminu na synapsích. EFSA však toto tvrzení pro nedostatek důkazů zamítla.
Revmatoidní artritida. Užívání rybího oleje při revmatoidní artritidě pravděpodobně zlepšuje symptomy, může zmírňovat bolest i otoky. Zvýšený příjem EPA a DHA je spojen s nižší mírou zánětu. Je to v důsledku snížené tvorby prozánětlivých eikosanoidů a zvýšené tvorby protizánětlivých eikosanoidů. Při dostatečně vysokých dávkách EPA a DHA (například 54 mg/kg EPA a 36 mg/kg DHA/den) byl pozorován příznivý efekt i při revmatoidní artritidě. Jsou však nezbytné další studie, pro jednoznačné posouzení účinnosti rybího tuku u chronických zánětlivých onemocnění.
Pravidelná konzumace ryb 1–2krát týdně pravděpodobně snižuje riziko cévní mozkové příhody. Rybí tuk totiž pravděpodobně pozitivně ovlivňuje hladinu TAG a jiných krevních tuků. Význam ω-3 MK z rybího oleje, zejména v podobě doplňků stravy, pro snížení rizika cévní mozkové příhody však pravděpodobně není velký, spíše zanedbatelný.
Zmírnění osteoporózy. Užívání rybího oleje samostatně nebo v kombinaci s vápníkem a pupalkovým olejem by mohlo pozitivně ovlivňovat osteoporózu, zvýšením kostní denzity stehenní kosti a páteře starších lidí a pomalejším odbouráváním kostní hmoty. Je nutné provést další studie, protože za případným pozitivním efektem ω-3 MK na osteoporózu může stát současně vyšší příjem vápníku. Dosud provedené studie nedospěly k jednoznačným závěrům.
Dle Evropského úřadu pro bezpečnost potravin (EFSA) ω-3 MK z rybího oleje:
- Pomáhají udržovat optimální funkci mozku a kognitivní funkce (při užití 1,5 g EPA/DHA denně).
- Pomáhá udržet energii, duševní pohodu, paměť (minimální 1 g rybího tuku, rovná se průměrně 320 mg EPA a 220 mg DHA).
- Přispívají k normální stavbě biologických membrán u mozku a buněk sítnice (24 mg rybího tuku denně, zejména starší lidé a osoby s lehkou poruchou paměti a soustředěním se).
- Přispívají k ředění krve (24 mg rybího tuku denně, zejména starší lidé a osoby s lehkou poruchou paměti a soustředěním se).[19]

## Léková forma
Rybí tuk můžeme získat jak běžnou stravou, tak pomocí doplňků stravy. Rybí tuk jako doplněk stravy je nejčastější ve formě roztoku nebo gelových kapslí. Tuk by měl být očištěn od kontaminantů jako těžkých kovů, stopových prvků, sterolů, halogenů, dusíku, síry a dalších nečistot. Doplňky stravy zpravidla obsahují 180–300 mg EPA a 120–200 mg DHA. Doplňky stravy dostupné na českém trhu se drží dolní hranice obsahu ω-3 MK, okolo 180 mg EPA a 120 mg DHA.
Důležitý je i poměr ω-6 MK k ω-3 MK. Dle WHO jsou vhodné dávky 0,8–1,1 g α-linolenové (ω-6) a 0,3–0,5 g DHA + EPA (ω-3). Poměr průměrné stravy v dnešní době je velmi vysoký, až 16 : 1 (ω-6 : ω-3). Člověk se přitom původně vyvíjel na stravě s poměrem okolo 1 : 1. Příliš vysoké zastoupení ω-6 MK ve stravě je nežádoucí a může být jedním z faktorů řady civilizačních chorob.

## Doporučená dávka
Dávka závisí na tom, za jakým účelem rybí tuk užíváme. Pro zdravého jedince je doporučeno minimálně 250 mg EPA a DHA, které lze dosáhnout i konzumací ryb. German Nutrition Society (DGE) doporučuje 250 mg EPA a DHA v primární prevenci ICHS denně. Americká kardiologická asociace doporučuje kombinaci EPA a DHA v množství 1 g denně. Příjem 3 g ω-3 MK denně ve formě rybího tuku by pravděpodobně mohl snižovat úmrtnost na srdeční onemocnění u pacientů po infarktu (nezávisle na jiné terapii).
Denní dávka schválená FDA je 3,4 g ω-3 MK/den pro pozitivní efekt na snížení hladiny TAG při hypertriacylglycerolémii. V USA je rybí tuk využíván pro snížení TAG i jako léčivo na předpis.
Těhotné a kojící ženy by měly mít také dostatečný příjem rybího tuku, zejména kvůli DHA. Metabolické nároky na DHA se během těhotenství zvyšují a dochází tak ke zvýšené syntéze. Minimální množství odpovídá 200 mg DHA denně, avšak pozor na kontaminaci rtutí. Zahrnutí ryb do stravy těhotných a kojících žen může mít pozitivní vliv (díky DHA) na rozvoj mozku a zraku dítěte. EFSA však považuje důkazy pro vliv zvýšeného příjmu DHA na vývoj mozku za nedostatečné, uznala pouze určitý pozitivní účinek na sítnici. Panel EFSA, který posuzuje tvrzení týkající se složek výživy, došel k závěru, že není dostatek důkazů pro zdravotní tvrzení, týkající se významu suplementace DHA během těhotenství a kojení a podpoře vývoje zraku u nenarozených dětí a kojenců.
Užívání doplňků stravy s rybím olejem je obecně bezpečné, důležité je však nepřekračovat denní dávku. V případě užití příliš vysokých množství může být zvýšeno riziko krvácení a pravděpodobně i mrtvice, dále může rybí tuk potlačovat imunitní odpověď. Z toho důvodu je vhodné doplněk stravy konzultovat s lékařem, zejména v případě vyšších dávek a užívání dalších léčiv.

## Nežádoucí účinky
Možnými nežádoucími účinky jsou rybí pachuť, zápach z úst, trávicí obtíže, nevolnost, průjem, vyrážka.

## Interakce
Rybí olej se stejně jako jiné doplňky stravy může dostávat do interakcí s užívanými léčivy. Z toho důvodu je vhodné jejich užívání konzultovat s lékařem. Mezi tyto látky patří:
- Antikoagulační a protidestičkové léky (včetně doplňků stravy a léčivých rostlin s podobným účinkem) – látky snižující krevní srážlivost. Rybí tuk také snižuje krevní srážlivost, tím může být posílen účinek a zvýšeno riziko krvácení.
- Látky působící na krevní tlak. Rybí tuk může mírně snižovat krevní tlak a umocnit účinek léku na jeho snižování.
- Účinek některých antikoncepčních přípravků by mohl být narušen užíváním rybího oleje.
- Orlistat. Užívání tohoto může snížit vstřebávání žádoucích MK z rybího oleje.
- Užívání rybího oleje může vést ke snížení hladiny vitaminu E.[7][16]

## Další využití rybího tuku
Většina rybího tuku v současnosti se prodává ke spotřebě jako součást stravy nebo potravinových doplňků. Kromě toho se také používá jako změkčovadlo, mazadlo, olej na svícení, izolace proti chladu, přísada do mýdla, k činění zámišových usní a především jako krmivo. Více než 50 % světové produkce rybího tuku, používaného zejména jako krmivo v akvaristice, se získává z lososů chovaných na rybích farmách.